# Островський Зіновій Васильович
Зіновій Васильович Островський (13 лютого 1940, село Городище?, тепер Горохівського району Волинської області — 26 січня 2015, місто Київ?) — український діяч, директор Авдіївського коксохімічного заводу Донецької області. Народний депутат України 1-го скликання.

## Біографія
Народився у родині робітників.
У 1957—1963 роках — студент Дніпропетровського металургійного інституту, інженер-технолог.
У 1963—1976 роках — помічник майстра, майстер, заступник начальника цеху, головний інженер Горлівського коксохімічного заводу Донецької області.
Член КПРС.
У 1976—1978 роках — начальник цеху сірчаної кислоти, заступник начальника виробничого відділу з нового виробництва Рівненського виробничого об'єднання «Азот».
У 1978—1982 роках — начальник цеху Авдіївського коксохімічного заводу. У 1982—1983 роках — головний інженер — заступник директора Авдіївського коксохімічного заводу Донецької області.
У 1983—1985 роках — головний інженер — заступник начальника республіканського промислового об'єднання «Укркокс» у місті Дніпропетровськ.
У 1985—1993 роках — директор Авдіївського коксохімічного заводу імені 50-річчя СРСР Донецької області.
4.03.1990 року обраний народним депутатом України, 1-й тур, 61,65 % голосів, 4 претенденти. Член Комісії ВР України у питаннях законодавства і законності.
Очолював підприємство «Тар Альянс» (Смолопереробні заводи).
Потім — на пенсії.

## Нагороди
- орден Трудового Червоного Прапора
- медалі